# 岳州
岳州（がくしゅう）は、中国にかつて存在した州。隋代から民国初年にかけて、現在の湖南省岳陽市一帯に設置された。

## 概要
南朝梁のときに置かれた巴州を前身とする。
589年（開皇9年）、隋が南朝陳を滅ぼすと、巴州は岳州と改称された。606年（大業2年）、岳州は羅州と改称された。607年（大業3年）に州が廃止されて郡が置かれると、羅州は巴陵郡と改称された。
621年（武徳4年）、唐が蕭銑を平定すると、巴陵郡は巴州と改められた。623年（武徳6年）、巴州は岳州と改称された。742年（天宝元年）、岳州は巴陵郡と改称された。758年（乾元元年）、巴陵郡は岳州の称にもどされた。岳州は江南西道に属し、巴陵・華容・沅江・湘陰・昌江の5県を管轄した。
1119年（宣和元年）、岳州に岳陽軍が置かれた。1155年（紹興25年）、亡き岳飛を誹る者の意見を採用して、岳州は純州と改称された。1161年（紹興31年）、純州は岳州の称にもどされた。宋の岳州は荊湖北路に属し、巴陵・華容・平江・臨湘の4県を管轄した。
1275年（至元12年）、元が岳州を占領した。1277年（至元14年）、岳州は岳州路総管府と改められた。岳州路は湖広等処行中書省に属し、録事司と巴陵・臨湘・華容の3県と平江州を管轄した。
1364年、朱元璋により岳州路は岳州府と改められた。1376年（洪武9年）、明により、岳州府は岳州に降格された。1381年（洪武14年）、岳州は岳州府にもどされた。岳州府は湖広省に属し、直属の巴陵・臨湘・華容・平江の4県と澧州の安郷・石門・慈利の3県、合わせて1州7県を管轄した。
清のとき、岳州府は湖南省に属し、巴陵・臨湘・華容・平江の4県を管轄した。
1913年、中華民国により岳州府は廃止されたが、巴陵県は岳陽県と改称された。